# Cremona Challenger 2009
Il Cremona Challenger 2009, noto anche come Trofeo Paolo Corazzi, è stato un torneo professionistico di tennis maschile giocato sul cemento, che faceva parte dell'ATP Challenger Tour 2009. Si è giocato a Cremona in Italia dal 18 al 24 maggio 2009.

## Partecipanti

### Teste di serie
| Nazionalità | Giocatore         | Ranking* | Testa di serie |
| ----------- | ----------------- | -------- | -------------- |
| Germania    | Benjamin Becker   | 103      | 1              |
| Italia      | Andrea Stoppini   | 224      | 2              |
| Danimarca   | Kristian Pless    | 228      | 3              |
| Svizzera    | Marco Chiudinelli | 239      | 4              |
| Slovenia    | Blaž Kavčič       | 243      | 5              |
| Italia      | Stefano Galvani   | 246      | 6              |
| Danimarca   | Frederik Nielsen  | 261      | 7              |
| Lettonia    | Deniss Pavlovs    | 273      | 8              |

- Ranking all'11 maggio 2009.

### Altri partecipanti
Giocatori che hanno ricevuto una wild card:
- Mauro Bosio
- Daniele Bracciali
- Laurynas Grigelis
- Giuseppe Menga

Giocatori con uno special exempt:
- Leonardo Tavares

Giocatori passati dalle qualificazioni:
- Grigor Dimitrov
- Stefano Galvani
- Peter Gojowczyk
- Noam Okun

## Campioni

### Singolare
Benjamin Becker ha battuto in finale  Izak van der Merwe con il punteggio di 7–6(3), 6–1

### Doppio
Colin Fleming /  Ken Skupski hanno battuto in finale  Daniele Bracciali /  Alessandro Motti con il punteggio di 6–2, 6–1